# Hermann Krüsi-Dunham

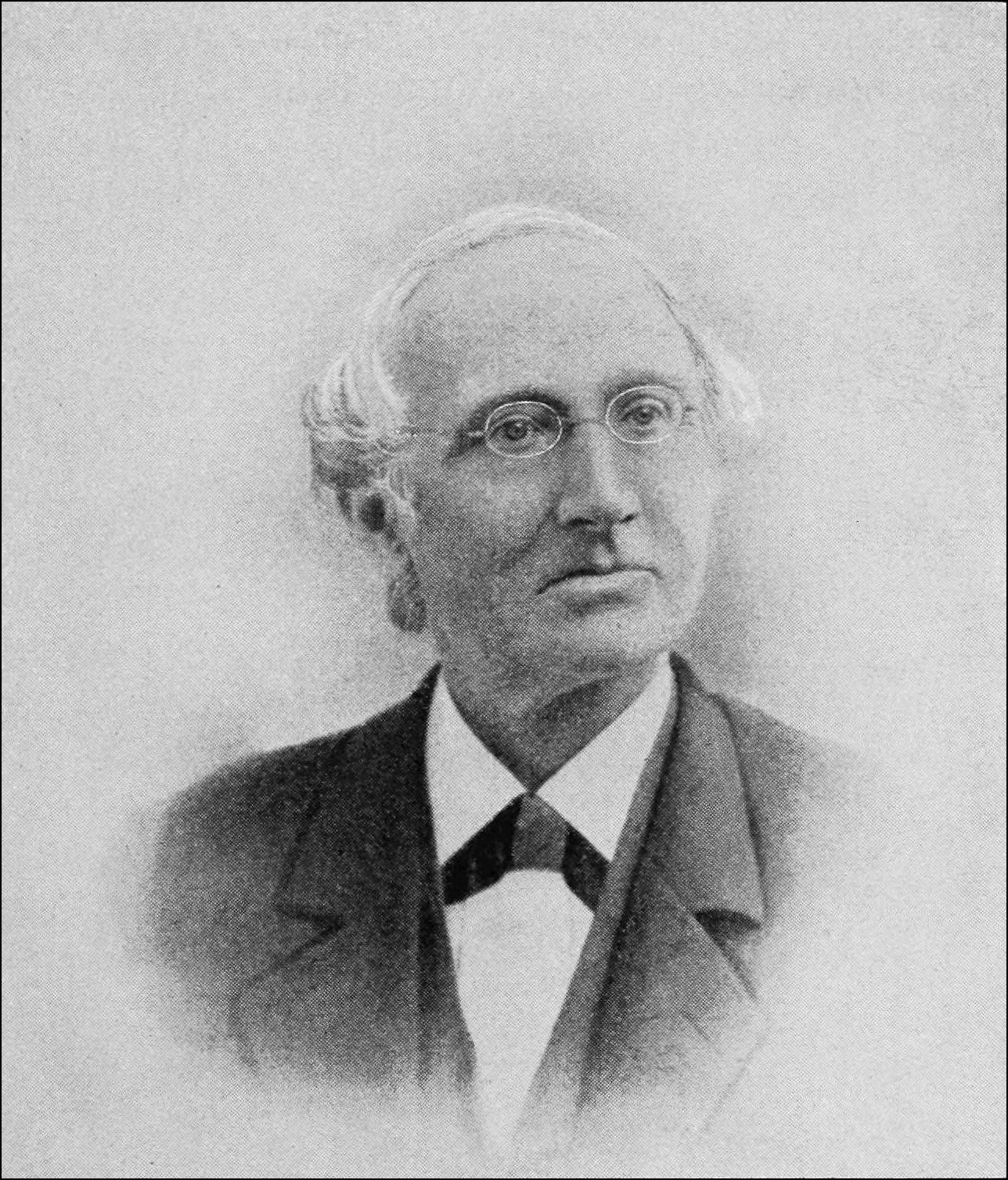
Hermann Krüsi

Hermann Krüsi-Dunham (* 24. Juni 1817 in Yverdon; † 28. Januar 1903 in Alameda (Kalifornien); heimatberechtigt in Gais) war ein Schweizer Pädagoge aus dem Kanton Appenzell Ausserrhoden.

## Leben
Hermann Krüsi-Dunham war ein Sohn von Hermann Krüsi. Im Jahr 1856 heiratete er Caroline Dunham.
Krüsi wuchs in Yverdon und Trogen auf. Er lernte und arbeitete an der Vor- und Fortbildungsanstalt für Lehrer in Gais, die sein Vater leitete. Nach Studienaufenthalten in Yverdon, Dresden und Bunzlau (heute Bolesławiec, Polen) kehrte Krüsi im Jahr 1841 nach Gais zurück. Er unterrichtete nach der Schliessung der Anstalt 1845 in England und wanderte im Jahr 1852 in die USA aus. Dort lehrte er nach Anstellungen an verschiedenen Colleges von 1862 bis 1887 in Oswego (New York). Krüsi verfasste Theaterstücke und Gedichte. Daneben schrieb er Abhandlungen zum Zeichenunterricht und über Johann Heinrich Pestalozzi sowie machte autobiografische Aufzeichnungen.

## Werke
- Poetische Gabe auf den hundertesten Geburtstag Pestalozzis. Orell, Füssli und Comp., Zürich 1846. (Digitalisat).
- Graf Rudolph von Werdenberg und die Helden am Stoss. Ein vaterländisches Schauspiel in 4 Aufzügen. Meisel, Herisau 1854.
- Pestalozzi: His life, work, and influence. Wilson, Hinkle & Co., Cincinnati 1875.
- Recollections of My Life. An autobiographical sketch supplemented by extracts from his personal records and a review of his literary productions together with selected essays. Zusammengestellt und herausgegeben von Elizabeth Sheldon Alling. The Grafton, New York 1907.

## Archive
- Nachlass von Hermann Krüsi-Dunham im Staatsarchiv Appenzell Ausserrhoden.